# Рохас (город)

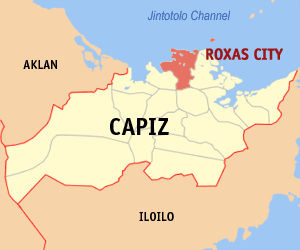
Рохас на карте провинции Капис

Рохас (исп. , англ. и таг. Roxas) — город на острове Панай, на Филиппинских островах, административный центр провинции Капис. Население — 126 352 жителя (2000). Насчитывает 25 126 домов и 47 барангаев. Город расположен на берегу пролива Хинтотоло, в устье реки Панай. Соседние с ним муниципалитеты: Панитан, Ивисан, Панай.
С севера город омывается морем Висаян. Расстояние до Манилы — 250 морских миль или 460 км. Сообщение между Рохасом и столицей займет 45 минут по воздуху или 18 часов по морю.
Рохас — центр производства копры и рыболовства. В окрестностях его также возделывают сахарный тростник, рис, кокосовую пальму, табак и другие культуры.
Расположение на морском берегу и богатство прибрежных вод способствует развитию добычи морепродуктов, и Рохас является одним из первых городов в этой отрасли, образно говоря «Столица морепродуктов».
Жители Рохаса, как и всей провинции Капис, говорят на языке хилигайнон.

## История
Поселение на месте современного Рохаса основано в 1693 г., когда сюда с о. Себу прибыл испанский капитан Лопес де Легаспи. В начале XVIII века здесь было чуть более 300 жителей. В середине XVIII века насчитывалось уже 17 685 (1760 г.). В городе было размещено военное правительство, находившееся под контролем религиозных властей (епархия Себу).
Первоначально поселение было названо Пуэрто-де-Капис, главным городом провинции тогда был Панай. Позже его переименовали в Рохас, в честь первого президента Филиппин, а в 1951 г. присвоили статус города.

## Известные люди Рохаса
- Мануэль Акунья Рохас, первый президент независимой Республики Филиппин. В честь него и назван город
- Генерал Эстебан Контрерас, лидер революции, участник Филиппино-Американской войны
- Херардо Рохас, сенатор, сын Мануэля Рохаса
- Мануэль Рохас II, сенатор и внук Мануэля Рохаса
- Лоренсо Арнальдо, первый мэр Рохаса